# قائمة المناطق البيئية في ليبيا

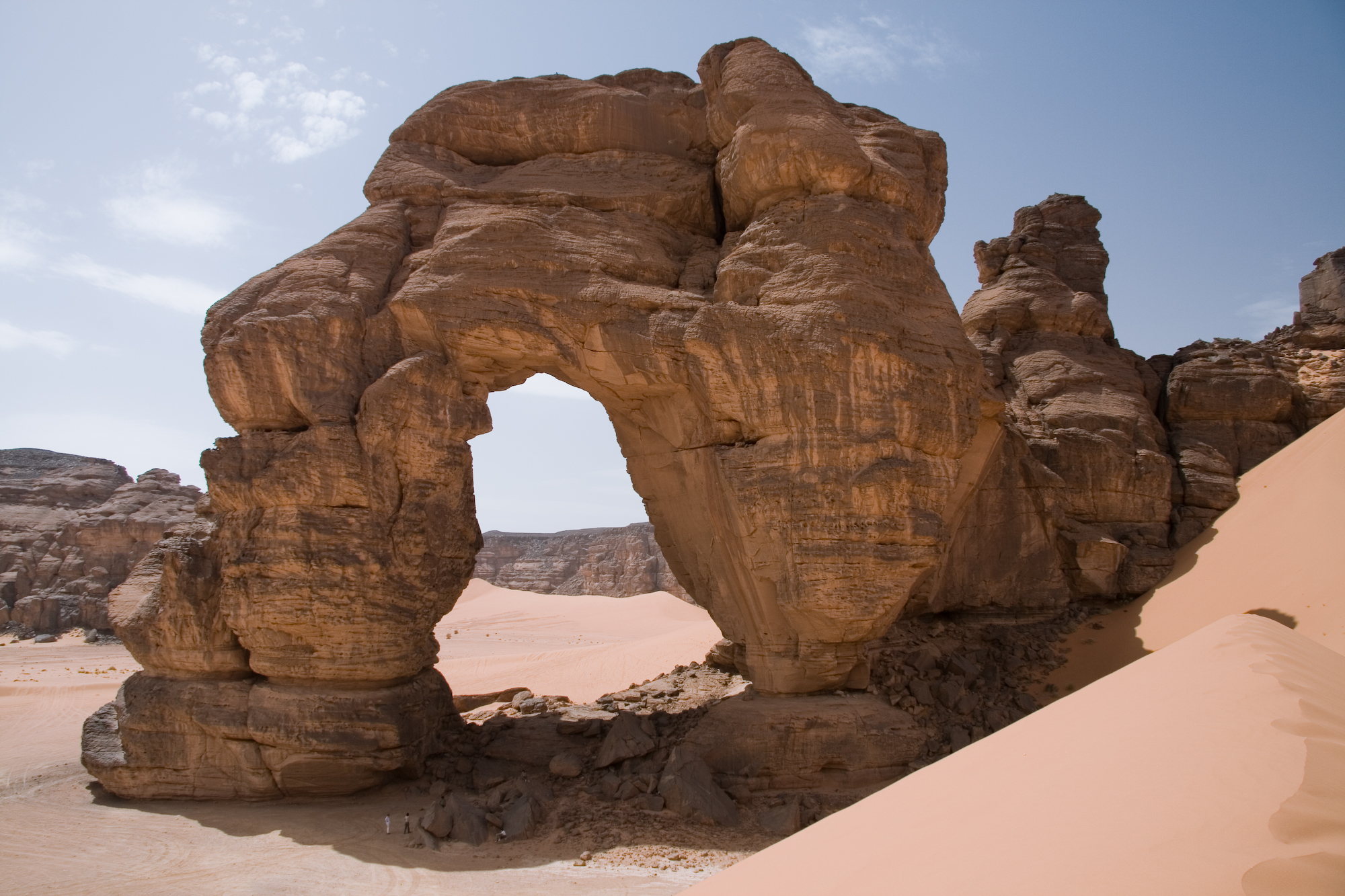
جبال أكاكوس هي منطقة صحراوية تقع في غرب ليبيا. وهي جزء من الصحراء الكبرى، وهي واحدة من أكثر المناطق البيئية جفافًا في ليبيا.

فيما يلي قائمة بالمناطق البيئية في ليبيا، وفقًا للصندوق العالمي للطبيعة (WWF).

## المناطق البيئية الأرضية

### القطب الشمالي القديم

#### الغابات المتوسطية والأراضي الحرجية والشجيرات
- الغابات الجافة والسهوب المتوسطية
- الغابات والغابات المتوسطية

#### الصحاري والأراضي الشجرية الجافة
- سهول وغابات شمال الصحراء الكبرى
- الصحراء الكبرى
- تيبستي-جبل العوينات غابات جبلية زيريك
- غابات جبلية جافة في غرب الصحراء الكبرى

#### المراعي والسافانا المغمورة بالمياه
- النباتات الملحية الصحراوية

## المناطق البيئية للمياه العذبة
- المغرب الدائم
- المغرب المؤقت
- الساحل الجاف

## المناطق البيئية البحرية
- بحر الشام
- خليج سرت